# Castiarina corallina
Castiarina corallina es una especie de escarabajo del género Castiarina, familia Buprestidae. Fue descrita científicamente por Barker en 1995.